# Les Baux-de-Provence
Les Baux-de-Provence település Franciaországban, Bouches-du-Rhône megyében. Lakosainak száma 262 fő (2022. január 1.). Les Baux-de-Provence Fontvieille, Maussane-les-Alpilles, Paradou, Saint-Rémy-de-Provence és Saint-Étienne-du-Grès községekkel határos.
Erről a településről kapta a nevét a bauxit kőzet, amelyet Pierre Berthier itt fedezett fel 1821-ben.

## Népesség
A település népességének változása:
| Lakosok száma | 295  | 433  | 457  | 381  | 450  | 391  | 355  | 342  | 315  | 262  |
|               | 1968 | 1982 | 1990 | 2006 | 2013 | 2015 | 2017 | 2019 | 2020 | 2022 |